# Чернишиха (Городецький район)
Чернишиха (рос. Чернышиха) — присілок в Городецькому районі Нижньогородської області Російської Федерації.
Населення становить 10 осіб. Входить до складу муніципального утворення Кумохинська сільрада.

## Історія
Від 2009 року входить до складу муніципального утворення Кумохинська сільрада.

## Населення
| 2002 | 2010 |
| ---- | ---- |
| 7    | ↗10  |